# Baudrémont
Baudrémont ist eine französische Gemeinde mit 41 Einwohnern (Stand 1. Januar 2022) im Département Meuse in der Region Grand Est (vor 2016 Lothringen). Sie gehört zum Arrondissement Commercy und zum Kanton Dieue-sur-Meuse.

## Geografie
Die Gemeinde liegt etwa 18 Kilometer nordöstlich von Bar-le-Duc im Zentrum des Départements Meuse an der Aire. Die Gemeinde besteht einzig aus dem Ort Baudrémont. Weite Teile der Gemeinde östlich des Dorfs sind bewaldet. Das bedeutendste Waldgebiet trägt den Namen Bois de Baudrémont. Nachbargemeinden sind Gimécourt im Nordwesten und Norden, Kœur-la-Petite im Nordosten und Osten, Courcelles-en-Barrois im Südosten, Lignières-sur-Aire im Süden sowie Levoncourt im Süden und Südwesten.

## Geschichte
Der Name der heutigen Gemeinde wurde im Jahr 709 unter dem lateinischen Namen Baudemotrovilla erstmals in einem Dokument erwähnt. Im Mittelalter gehörte der Ort zum Gebiet des Herzogtums Bar und danach zum Herzogtum Lothringen. Genauer zum Amt (Bailliage) Bar. Mit dieser Herrschaft fiel Baudrémont 1766 an Frankreich. Bis zur Französischen Revolution lag die Gemeinde im Grand-gouvernement de Lorraine-et-Barrois. Von 1793 bis 1801 war die Gemeinde dem Distrikt Saint-Mihiel zugeteilt und Teil des Kantons Sampigny. Und von 1801 bis 2015 Teil des Kantons Pierrefitte-sur-Aire. Seit 1801 ist Baudrémont dem Arrondissement Commercy zugeordnet.

### Bevölkerungsentwicklung
| Jahr      | 1962 | 1968 | 1975 | 1982 | 1990 | 1999 | 2006 | 2011 | 2019 |
| Einwohner | 75   | 54   | 56   | 50   | 48   | 50   | 47   | 54   | 45   |

Quellen: Cassini (Volkszählungen bis 1999) und INSEE (offizielle Schätzungen per 1. Januar ab 2006)

## Sehenswürdigkeiten
- Dorfkirche Saint-Didier
- Gefallenendenkmal
- Wegkreuz westlich des Dorfs

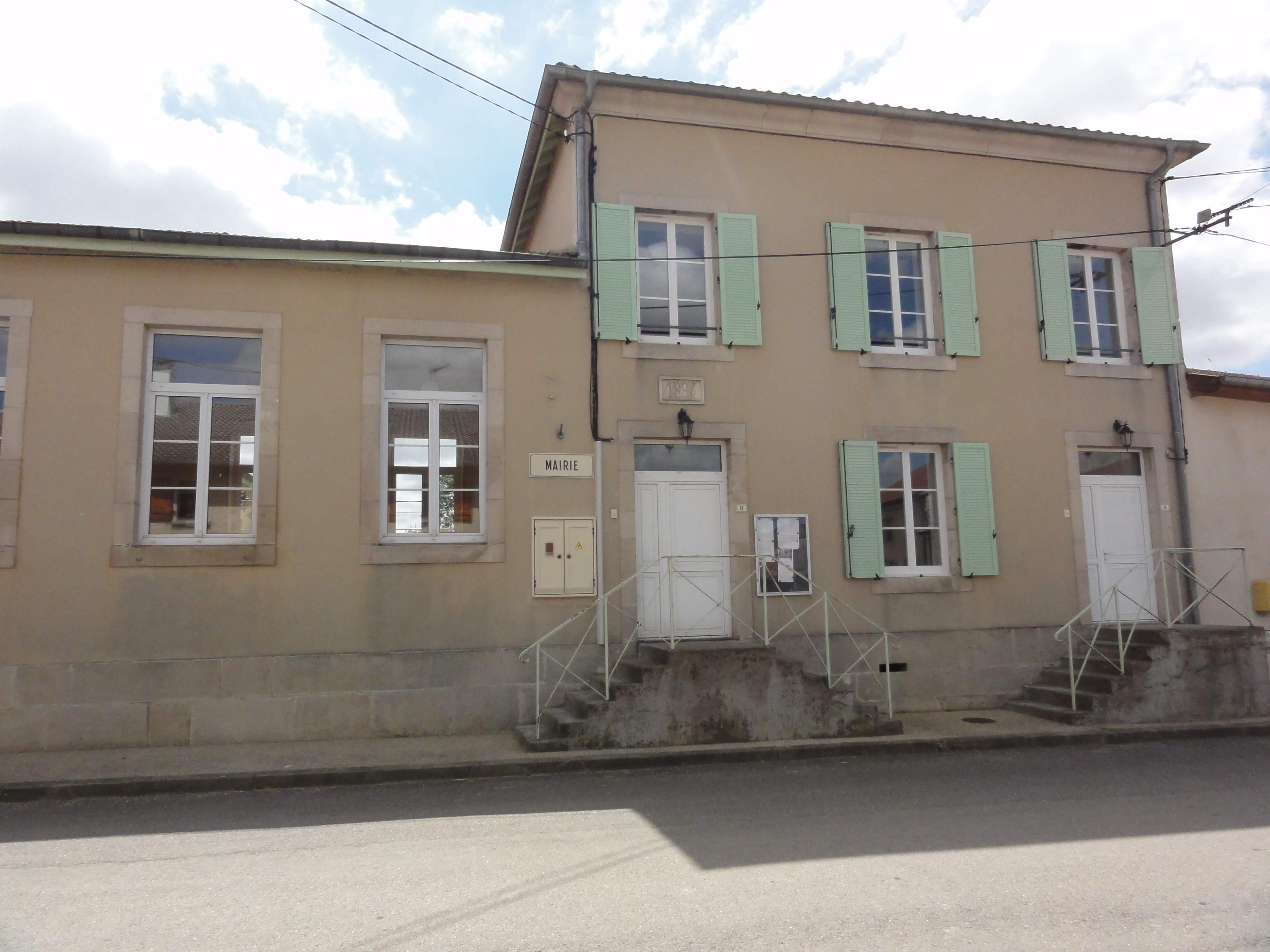
Rathaus (Mairie) von Baudrémont
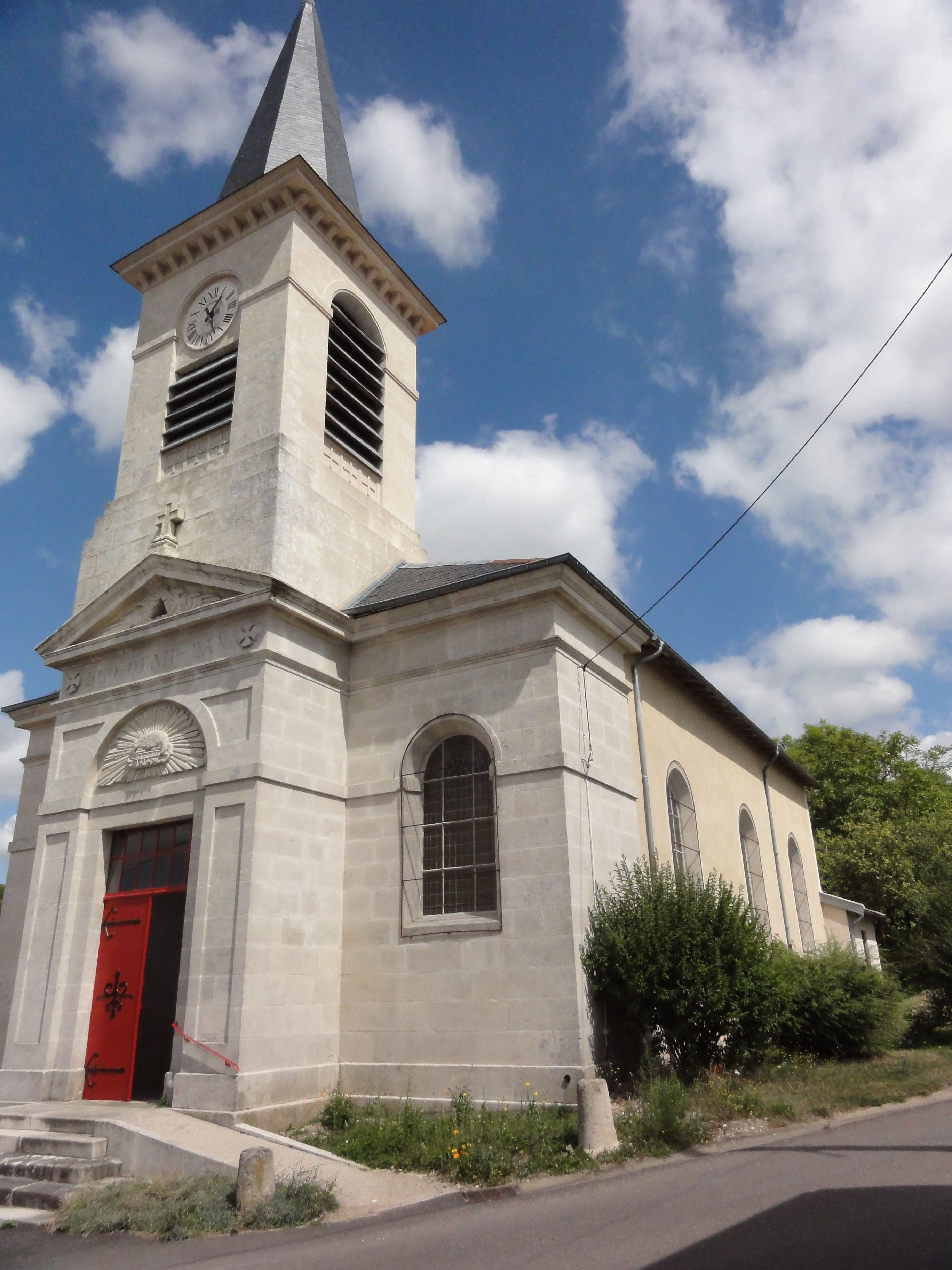
Dorfkirche Saint-Didier
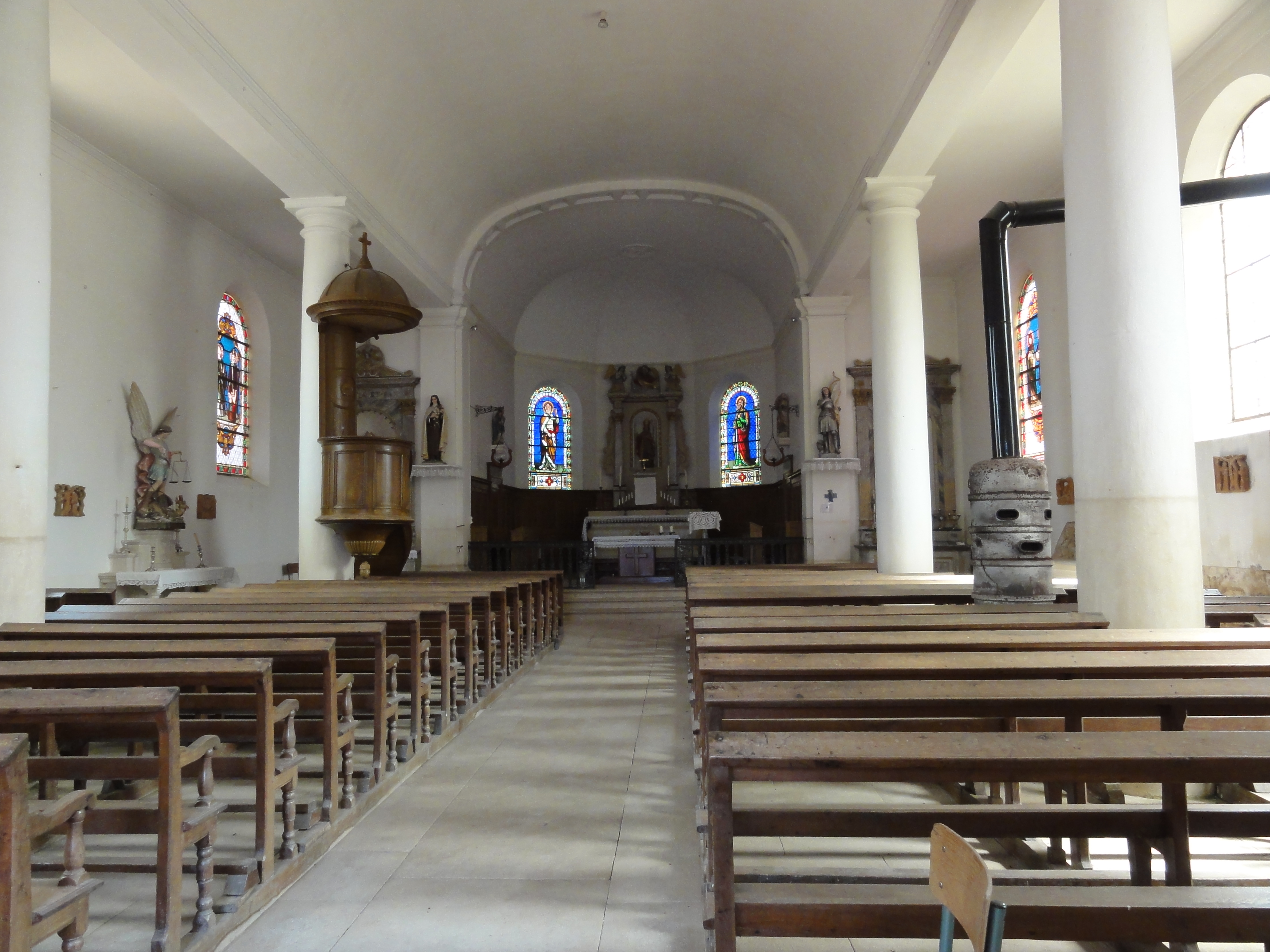
Innenraum der Kirche
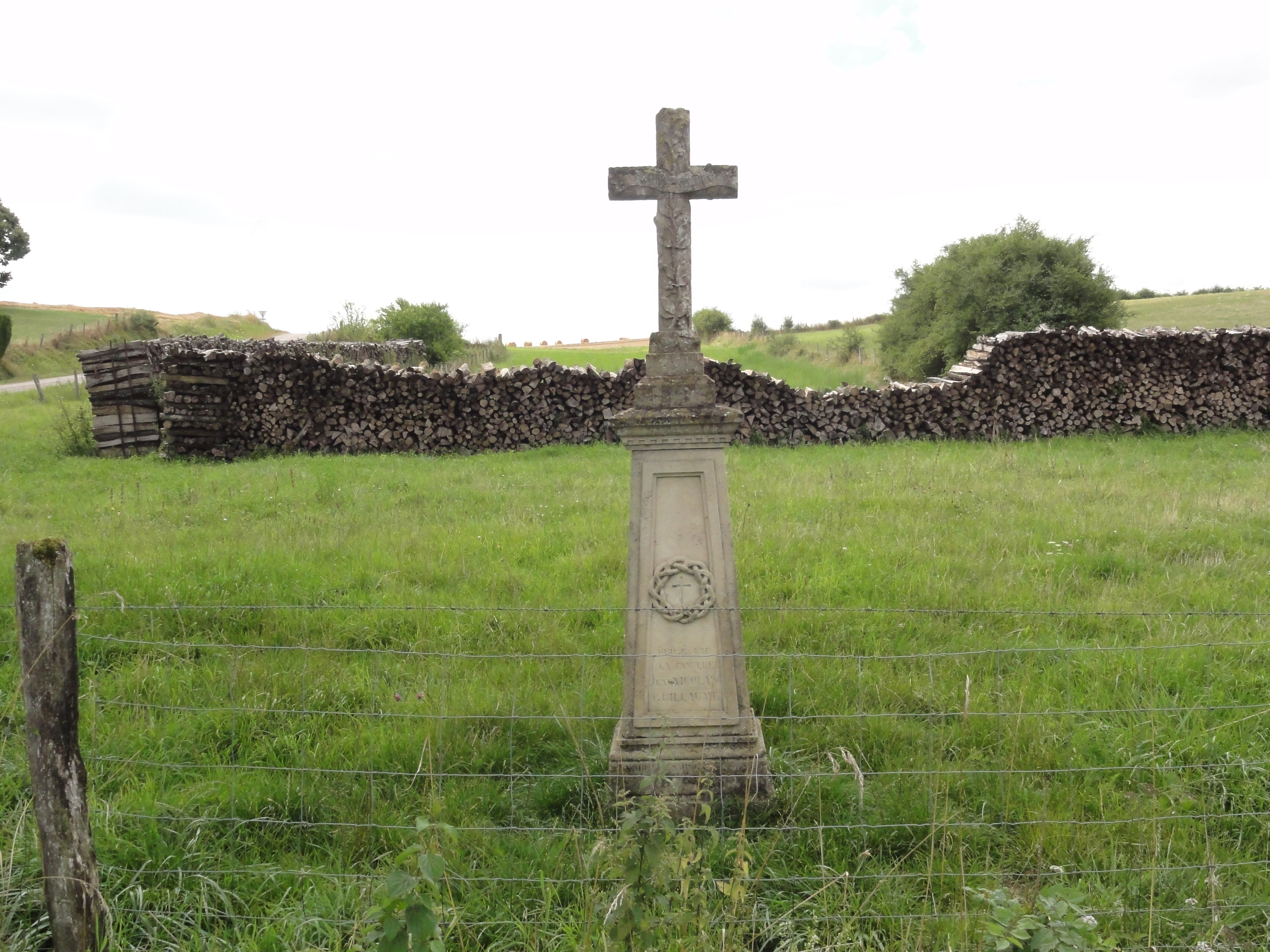
Wegkreuz
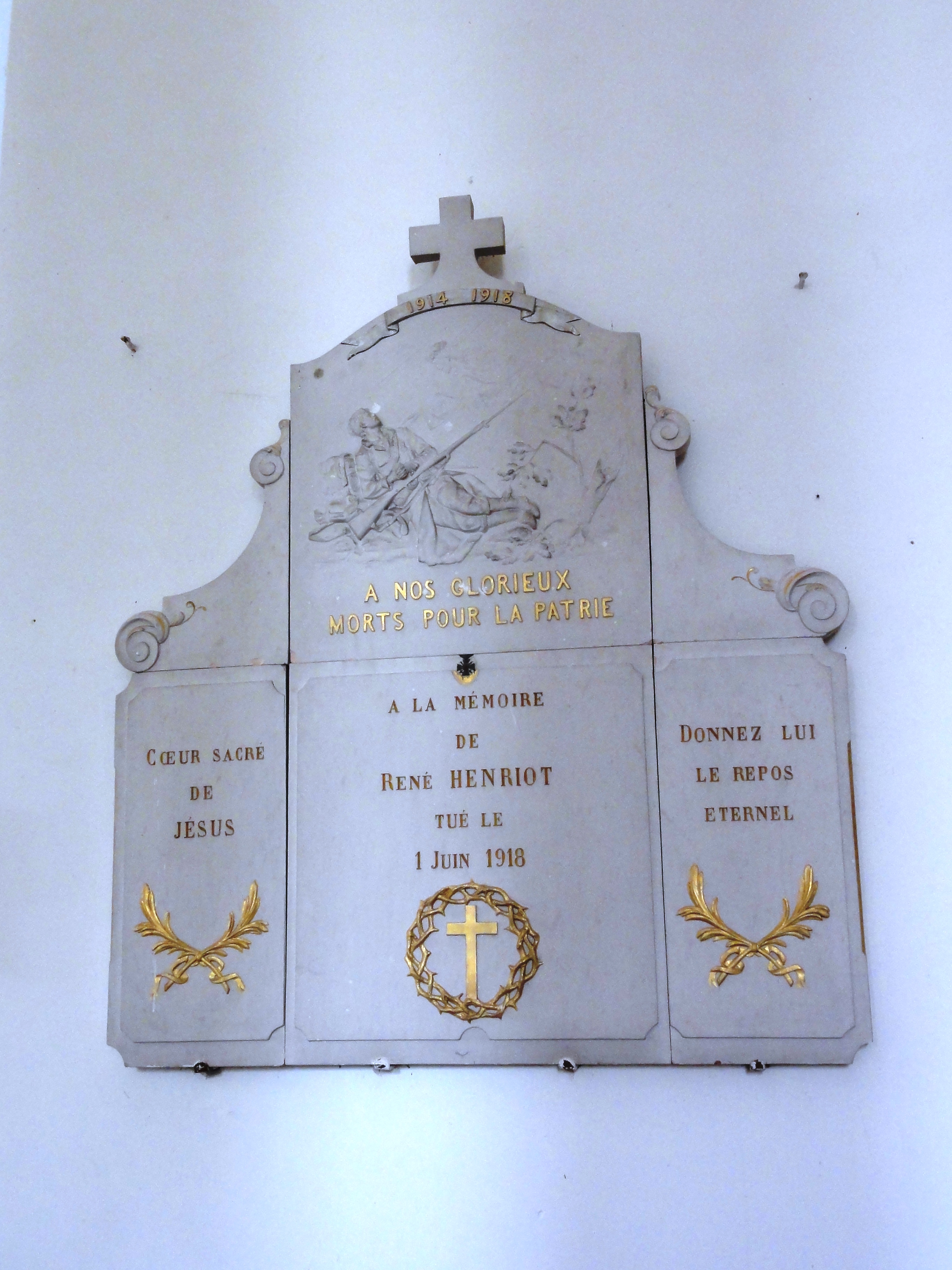
Gefallenendenkmal
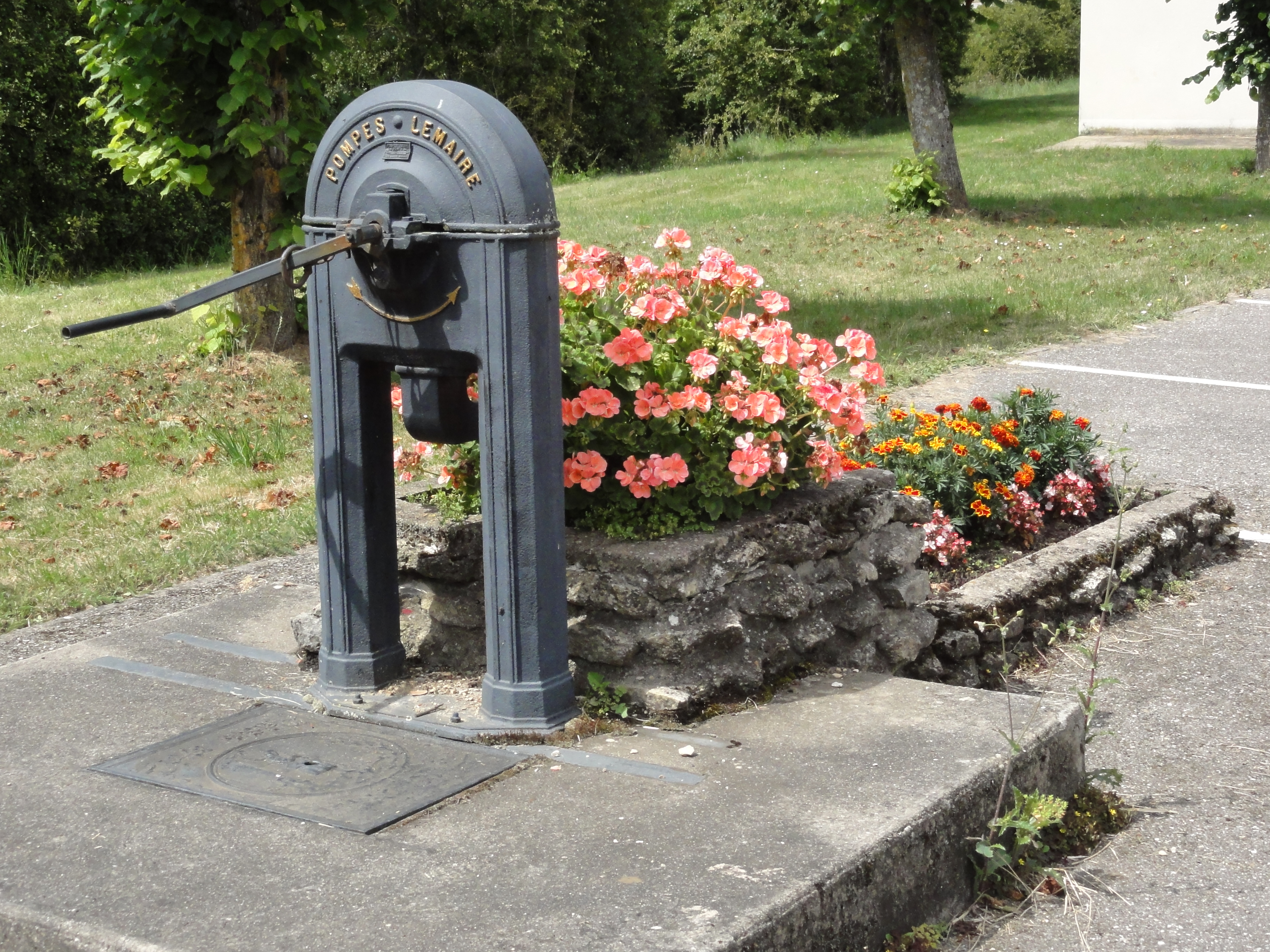
Wasserpumpe Lemaire
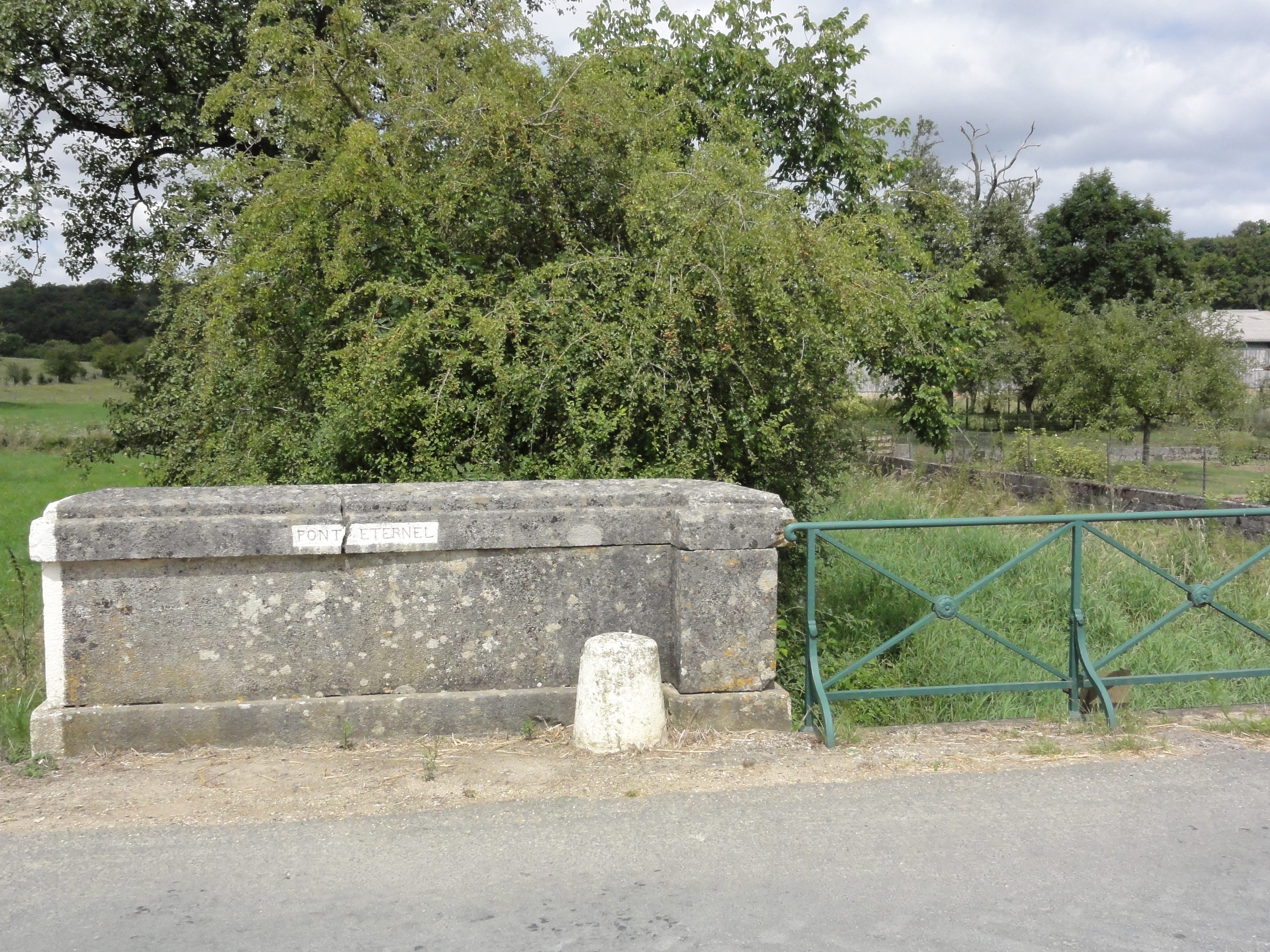
Brücke Éternel über die Aire